# Schans (Wijer)
De Schans is een restant van een voormalig verdedigingswerk, gelegen aan de Schansstraat 26 in Wijer.
Wanneer deze schans werd opgericht is onbekend. De eerste vermelding is uit 1743. In 1782 werd, door de familie De Heusch, een nieuw huis op de schans opgericht, in classicistische stijl. Dit gebouw is er nog steeds, evenals de in de nabijheid hiervan gelegen kapel, Schanskapel genaamd. Deze stamt uit de 2e helft van de 19e eeuw.
De schans is nog herkenbaar in het landschap, een deel van de gracht aan de noordzijde van de schans is nog aanwezig, de rest van de gracht werd gedempt. Het huis is tegenwoordig in particuliere handen en omringd door een park, waarin zich nog enkele oude bomen bevinden.